# Frea vermiculata
Frea vermiculata är en skalbaggsart som beskrevs av Hermann Julius Kolbe 1893. Frea vermiculata ingår i släktet Frea och familjen långhorningar.
Artens utbredningsområde är Malawi. Inga underarter finns listade i Catalogue of Life.